# Орнитоптера химера
Орнитоптера химера (лат. Ornithoptera chimaera) — крупная дневная бабочка семейства Парусники. Видовое название дано в честь Химеры — которая, в греческой мифологии, была порождением Тифона и Ехидны. Название дано в связи с большой схожестью данного вида с другой орнитоптерой, названной в честь Тифона — Орнитоптера тифон.

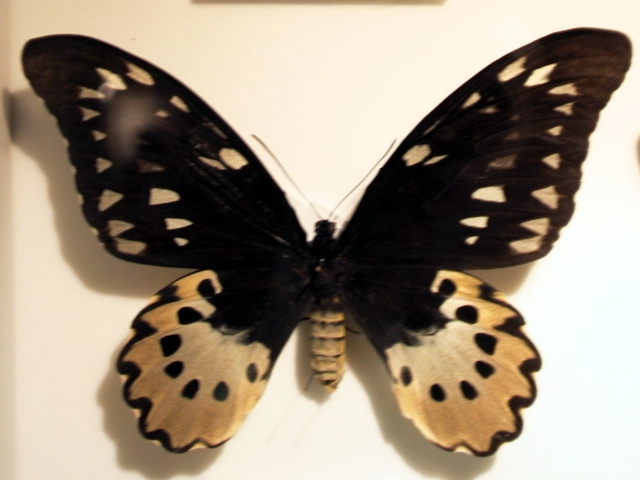
Самка

## Описание
Размах крыльев самцов - до 160 мм, самок - до 190 мм. Окраской крыльев вид сходен с Орнитоптера тифон.

## Ареал
Новая Гвинея.

## Подвиды
- O. c. charybdis (van Eecke, 1915). Ириан-Джая
- O. c. chimaera (Rothschild, 1904). Ириан-Джая (Северо - восток), Папуа Новая Гвинея (Северная и Восточная часть)
- O. c. flavidor (Rothschild, 1913). п-ов Хюон, Папуа Новая Гвинея

## Местообитания и биология
Горные влажные тропические леса на высоте 1200—1800 метров над уровнем моря. Бабочки кормятся на цветках гибискуса. Гусеницы развиваются на растениях семейства кирказоновые (Aristolochiaceae): Aristolochia momandul.

## Замечания по охране
Занесен в перечень чешуекрылых, экспорт, реэкспорт и импорт которых регулируется в соответствии с Конвенцией о международной торговле видами дикой фауны и флоры, находящимися под угрозой исчезновения (СИТЕС).